# Ngemplak (Kartasura)
Ngemplak is een bestuurslaag in het regentschap Sukoharjo van de provincie Midden-Java, Indonesië. Ngemplak telt 3274 inwoners (volkstelling 2010).